# آدم بلياعالا
آدم بلياعالا (بالإنجليزية: Adam Beliyya'al)‏ بالعبرية يعني «الإنسان الشرير». وهو شيطان نقيض الإنسان البدائي، آدم قدمون Adam Kadmon.